# 앤 새비지

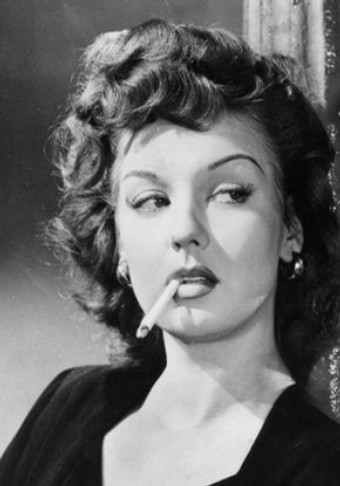

앤 새비지(Ann Savage, 1921년 2월 19일 ~ 2008년 12월 25일)는 미국의 배우, 영화배우, 텔레비전 배우이다.
컬럼비아에서 태어났으며 할리우드에서 사망하였다. 사인은 뇌졸중이다.  할리우드 포에버 공동묘지에 매장되었다.

## 영화
- 마이 위니펙 (2007년)
- 불같은 열정 (1986년)
- 애니 넘버 캔 플레이 (1949년)
- 우회 (1945년) - 베라 역
- 정말 멋진 여자야! (1943년)